# Pierre Thuot
Pierre Joseph Thuot est un astronaute américain né le 19 mai 1955.

## Vols réalisés
- 28 février 1990 : Atlantis (STS-36)
- 7 mai 1992 : Endeavour (STS-49)
- 4 mars 1994 : Columbia (STS-62)